# Kalijambe (Bener)
Kalijambe is een bestuurslaag in het regentschap Purworejo van de provincie Midden-Java, Indonesië. Kalijambe telt 3419 inwoners (volkstelling 2010).